# クロロギ酸2,2,2-トリクロロエチル
クロロギ酸2,2,2-トリクロロエチル (2,2,2-trichloroethyl chloroformate) とは、有機合成において用いられる試薬で、クロロギ酸エステルの一種。アミンやチオール、アルコールに対して、保護基の一種である 2,2,2-トリクロロエトキシカルボニル基 (Troc基) を導入するときに用いられる。構造式上では TrocCl と略される。

## Troc基
アルコールやアミンを保護する場合、ピリジン溶液などの塩基条件下で TrocCl を作用させる。
Troc基の脱保護には通常、金属亜鉛の粉末が用いられる。炭素-塩素結合への酸化的付加から脱離反応、脱炭酸を経て元の官能基に戻る。電気分解による脱保護法も知られる。